# المنعطف الخاطئ (فلم 2021)
المنعطف الخاطئ (بالإنجليزية: Wrong Turn) فيلم رعب وإثارة لعام 2021  من إخراج مايك بي نيلسون وكتبه آلان ماكيلروي. الفيلم استكمال لسلسلة أفلام «المنعطف الخاطئ» وبطولة شارلوت فيجا، وأدين برادلي، وإيما دومون، وديلان ماكتي. الفيلم إنتاج دولي مشترك بين الولايات المتحدة وألمانيا وكندا. تم الإعلان عن المشروع في أكتوبر 2018 مع وجود نيلسون كمخرج، ومن سيناريو كتبه ماكيلروي الذي كتب الفيلم الأصلي. بدأ التصوير الرئيسي في 9 سبتمبر 2019، وانتهى في 2 نوفمبر 2019، في فيليسيتي، أوهايو.
أصدرت شركة أفلام سابان الفيلم إلى دور العرض ليوم واحد في 26 يناير 2021، تلقى الفيلم آراء مختلطة إلى إيجابية من النقاد، الذين أشادوا بقيم إنتاجه وأدائه، واعتبروه تحسينًا على الفيلم الأصلي، لكن البعض انتقد سيناريو الفيلم وسرده وشخصياته المتخلفة.

## طاقم التمثيل
- شارلوت فيجا: في دور جينيفر «جين» شو
- أدين برادلي: في دور داريوس كليمونز
- بيل سيج: في دور فينابل
- إيما دومون: في دور ميلا د أنجيلو
- ديلان ماكتي: في دور آدم لوكاس
- ديزي هيد: في دور إديث
- ماثيو مودين: في دور سكوت شو
- فاردان أرورا: في دور غاري أمان
- أدريان فافيلا: في دور لويس أورتيز
- تيم دي زارن: في دور نيت رودز
- ريان إليزابيث هانافان: في دور روثي
- شاني مورو: في دور هوبز
- داميان مافي: في دور مورغان (جمجمة غزال)
- مارك مينش: في دور ستاندارد (جمجمة ذئب)
- ديفيد هاتشيسون: في دور كولين (جمجمة خنزير)
- كريس هان: في دور صموئيل (جمجمة ظبي)
- فاليري جين باركر: في دور كورين
- دانيال ر. هيل: في دور ريجي [12]

## ملخص أحداث الفيلم
يبدأ الفيلم مع سكوت (ماثيو مودين) يبحث عن ابنته جين (شارلوت فيجا)، التي فُقدت في رحلة مشي لمسافات طويلة في أبالاتشيا مع أصدقائها قبل عدة أسابيع، ولا يتلقى سوى ردود مشؤومة غامضة من السكان المحليين ويترك أجهزته الخاصة تتعقب جين.
ينتقل الفيلم بعد ذلك إلى ستة أسابيع قبل ذلك، ويشرح بالتفصيل المواجهة الأولية بين الساذجين في العشرين من العمر وسكان المدينة المتعثرين. عندما تتكشف القصة، يعرف الجمهور خطر المجموعة في الغابة وأن المدينة قد تكون أكثر سرية بكثير مما يسمح به مواطنوها. مع تصاعد الخطر، تكافح جين لإنقاذ نفسها وأصدقائها من القوى المعادية في الغابة بينما يفرز والدها تداعيات ذلك في ذكريات الماضي والمضي قدمًا.

## الإنتاج والإصدار
تم الإعلان عن استمرار سلسلة أفلام «المنعطف الخاطئ» في أكتوبر 2018، من إخراج مايك بي نيلسون وكتبه آلان بي ماكيلروي، الذي كتب الفيلم الأصلي عام 2003، وفي مايو 2019 أُعلن أن شارلوت فيجا ستشارك في الفيلم. قال المخرج نيلسون في حوار صحفي لمجلة فانجوريا: «عندما بدأت قراءة السيناريو كنت مستعدًا تمامًا للدخول في عالم مجنون من أكلة لحوم البشر يأكلون اللحم البشري ويقطعون الناس إلى نصفين، وعندما لم يحدث ذلك، فوجئت بسرور، لقد كان هناك شيء آخر في صميم القصة جعلتني مأخوذاً».
كان من المقرر في الأصل إصدار «المنعطف الخاطئ» في عام 2020، ولكن تم تأجيله إلى عام 2021 بسبب جائحة كوفد 19، وفي 16 ديسمبر 2020 أُعلن أن الفيلم سيعرض لأول مرة في دور العرض الأمريكية لليلة واحدة فقط في 26 يناير 2021.

## استقبال الفيلم
منح موقع الطماطم الفاسدة الفيلم تقييماً مقداره 65% بناءاً على آراء 62 ناقداً سينمائياً، ومنح موقع ميتاكريتيك الفيلم تقييماً مقداره 46% بناءاً على آراء 7 نقاد.
منح نيك ألين، من موقع الناقد روجر إيبرت، ثلاثة نجوم للفيلم من أصل أربعة وكتب أن نيلسون وماكيلروي يتطورون إلى رحلة غريبة ومتعرجة، وإن كان ذلك في ذهني أكثر بكثير من مجرد قتل رائع".

## روابط خارجية
- المنعطف الخاطئ على موقع IMDb (الإنجليزية)
- المنعطف الخاطئ على موقع ميتاكريتيك (الإنجليزية)
- المنعطف الخاطئ على موقع روتن توميتوز (الإنجليزية)
- المنعطف الخاطئ على موقع ألو سيني (الفرنسية)
- المنعطف الخاطئ على موقع أول موفي (الإنجليزية)
- المنعطف الخاطئ على موقع فيلمافينيتي (الإسبانية)
- المنعطف الخاطئ على موقع قاعدة بيانات الأفلام السويدية (السويدية)
- المنعطف الخاطئ على موقع قاعدة بيانات الفيلم (الإنجليزية)
- المنعطف الخاطئ على موقع ليتربوكسد (الإنجليزية)
- المنعطف الخاطئ على موقع كينوبويسك (الروسية)